# Spinotrachelas similis
Espèce
Spinotrachelas similis est une espèce d'araignées aranéomorphes de la famille des Trachelidae.

## Distribution
Cette espèce est endémique du Cap-Occidental en Afrique du Sud,. Elle se rencontre dans la réserve naturelle De Hoop.

## Description
Le mâle holotype mesure 3,31 mm.

## Publication originale
- Lyle, 2011 : The male of Fuchiba tortilis Haddad and Lyle, 2008 and three new species of Spinotrachelas Haddad, 2006 (Araneae: Corinnidae: Trachelinae) from South Africa. Annals of the Ditsong National Museum of Natural History, vol. 1, p. 123-131.